# بيئة افتراضية
البيئة الافتراضية (بالإنجليزية: virtual environment)‏، هي تطبيق شبكي يسمح للمستخدم بالتفاعل مع كل من بيئة الحوسبة وعمل المستخدمين الآخرين. البريد الإلكتروني والدردشة وتطبيقات مشاركة المستندات عبر الويب كلها أمثلة على البيئات الافتراضية. ببساطة، إنها مساحة تشغيل مشتركة متصلة بالشبكة. بمجرد أن تصبح أمانة البيئة الافتراضية دقيقة بحيث "تخلق حالة نفسية ينظر فيها الفرد إلى نفسه أو نفسها على أنها موجودة داخل البيئة الافتراضية"، فإن البيئة الافتراضية قد تقدمت إلى عالم البيئات الافتراضية الغامرة. وهي تطبيق عملي لتعليمات بعض الخوارزميات المبنية على قواعد برمجية يتمكن الحاسوب من فهمها والعمل عليها.

## كيف يتم تجسيد البيئة الافتراضية؟
يتم تجسيد البيئة الافتراضية من خلال لغات البرمجة التي تحاكي الواقع والطبيعة والتي تم تطويرها لتعمل على فهم وتفسير ظواهر العالم الخارجي والتمكن من التعامل مع الإنسان كنوع من أنواع الاتصال الرقمي بين الإنسان والآلة ونعتمد في خلقنا لبيئة افتراضية أساسًا على لغة برمجة بايثون.

## لماذا وجدت البيئة الافتراضية؟
- إدارة المشاريع ذات التبعيات المختلفة. ونقصد بذلك تلك التطبيقات الفعلية في عالم البرمجة والتي تعتمد على نفس البرنامج لتطوير عمل ما بلغة برمجة معينة لكن بنسخ تنزيل مختلفة، على سبيل المثال، عندما يتطلب مشروع ما Django==2.6 ولكن يتطلب مشروع آخر Django==3.0.6
- ثبيت حزم ومكتبات بايثون
- استنساخ البيئات. يمكن لآلة واحدة التعامل مع العديد من المشاريع في بيئات مختلفة
- تسهيل الخدمات الرقمية باعتماد كلي للالة